# Sudden Strike 2
Sudden Strike 2 – strategiczna gra czasu rzeczywistego, sequel gry Sudden Strike stworzony przez rosyjskie studio Fireglow i wydany w 2002 przez cdv Software Entertainment.
W nowej części dodano armię japońską i 40 nowych jednostek (m.in. piloci kamikaze). Teraz walki mogą się toczyć nie tylko w Europie, lecz też na Pacyfiku i w Azji. Możliwe jest zabicie załogi pojazdu wroga np. rusznicą przeciwpancerną, obsadzenie go własną załogą i użycie go przeciwko wrogowi.
W opisywanej grze każda jednostka jest wyposażona w czynnik morale, która ma duży wpływ na skuteczność w walce- przykładowo czołg z niskim współczynnikiem będzie znacznie gorszy w walce niż czołg z dużym morale.